# Naród Islamu

Flaga NOI

Naród Islamu (ang. Nation of Islam, NOI) – ruch separatystyczno-religijny Afroamerykanów.

## Historia
Naród Islamu został założony w 1930 roku przez Wallace'a Farda Muhammada. Ruch narodził się w Detroit, w którego getcie rozpoczął działalność W. Fard Muhammad. Wczesny życiorys W. Farda Muhammada ani nawet jego pochodzenie etniczne nie są znane. Według części źródeł był on białym potomkiem muzułmańskich imigrantów. W 1933 roku ruch oficjalnie przyjął współcześnie używaną nazwę. W 1934 roku W. Fard Muhammad zniknął w niewyjaśnionych okolicznościach. Nowym przywódcą sekty został Elijah Muhammad. Pod kierownictwem E. Muhammada Naród Islamu uległ radykalizacji w duchu czarnego nacjonalizmu i czarnego separatyzmu. 
Jeszcze w latach 30. przywódcy NOI byli nękani przez policję, a działalność Czarnych Muzułmanów była monitorowana przez Federalne Biuro Śledcze. W trakcie II wojny światowej wewnątrz ruchu pojawiały się głosy poparcia dla działań Cesarstwa Wielkiej Japonii, co spowodowało nasilenie akcji amerykańskich służb przeciwko jego działaczom. W 1942 roku policja aresztowała E. Muhammada, którego oskarżono o działalność wywrotową. Winy oskarżonego nie zdołano potwierdzić materiałem dowodowym, jednak lider Czarnych Muzułmanów został ponownie oskarżony, tym razem o uchylanie się od służby wojskowej – i za to przestępstwo został skazany na karę pozbawienia wolności. Przywódca NOI warunkowo opuścił więzienie w 1946 roku; sekta liczyła wtedy kilkuset wyznawców w czterech miastach Stanów Zjednoczonych.
W latach 50. Naród Islamu był jedną z najszybciej rozwijających się grup afroamerykańskich. Spowodowane to było głównie działalnością Malcolma X (przed konwersją na islam Malcolm Little). Ten działacz Nation of Islam zrezygnował z dotychczasowego nazwiska, które zostało nadane jego przodkom przez białych, i podobnie jak wielu innych Czarnych Muzułmanów zastąpił je literą X. Malcolm X, uchodząc za najlepszego kaznodzieję NOI, awansował do rangi prawej ręki, a następnie krajowego przedstawiciela E. Muhammada.
W latach 1953–1955 liczba wyznawców Narodu Islamu wzrosła z 1200 do 6000, a w 1961 roku do 50–75 tysięcy.
W lecie 1959 roku jedna z amerykańskich stacji telewizyjnych wyemitowała pięcioodcinkowy film propagandowy prezentujący NOI jako ruch rasistowski i głoszący czarną supremację. Film wstrząsnął białymi Amerykanami i wzbudził zainteresowanie Afroamerykanów, co przyczyniło się do trzykrotnego wzrostu liczby członków sekty. W tym czasie organ prasowy NOI „Muhammad Speaks” osiągnął sprzedaż pół miliona egzemplarzy i stał się najbardziej poczytną afroamerykańską gazetą w historii USA. 
W kwietniu 1962 roku Stanami Zjednoczonymi wstrząsnęły wydarzenia w Los Angeles. W mieście doszło do zatrzymania przez policję dwóch członków NOI, którzy bezpodstawnie zostali posądzeni o kradzież. Z pobliskiego meczetu Narodu Islamu na odsiecz przybyli inni czarni muzułmanie. Przeciwko muzułmanom wystawiono duże siły policji. Funkcjonariusze zastrzelili sekretarza świątyni Ronalda X Stokesa, pomimo tego, że wzniósł on ręce do góry. Policjanci postrzelili ponadto sześciu innych członków wspólnoty oraz wtargnęli do meczetu. Żaden z przebywających na miejscu muzułmanów nie miał przy sobie broni. Incydent zradykalizował skrzydło NOI skupione wokół Malcolma X i przybliżył je do rewolucyjnego skrzydła ruchu praw obywatelskich. 
W grudniu 1963 roku Malcolm X został bezterminowo, a de facto na zawsze, zawieszony w pełnieniu funkcji kierowniczych w NOI. Decyzja podjęta została przez samego E. Muhammada. W marcu 1964 roku Malcolm X oficjalnie ogłosił zerwanie z NOI; aktywista przyjął następnie islam w sunnickim wydaniu oraz rozdzielił działalność religijną i polityczną. Religijnym skrzydłem ruchu zapoczątkowanego przez Malcolma X był Meczet Muzułmański, a politycznym Organizacja Jedności Afroamerykańskiej. E. Muhammad i kierownictwo NOI rozpoczęło kampanię propagandową wymierzoną w ruch prowadzony przez Malcolma X. Kampania zakończyła się wraz z zamachem z 21 lutego 1965 roku, w którym Malcolm X został zastrzelony przez aktywistów NOI. Do dziś nie wiadomo kto zlecił zabójstwo; część źródeł wskazuje na sekretarza NOI Johna Alego, który był zarazem tajnym współpracownikiem Federalnego Biura Śledczego.

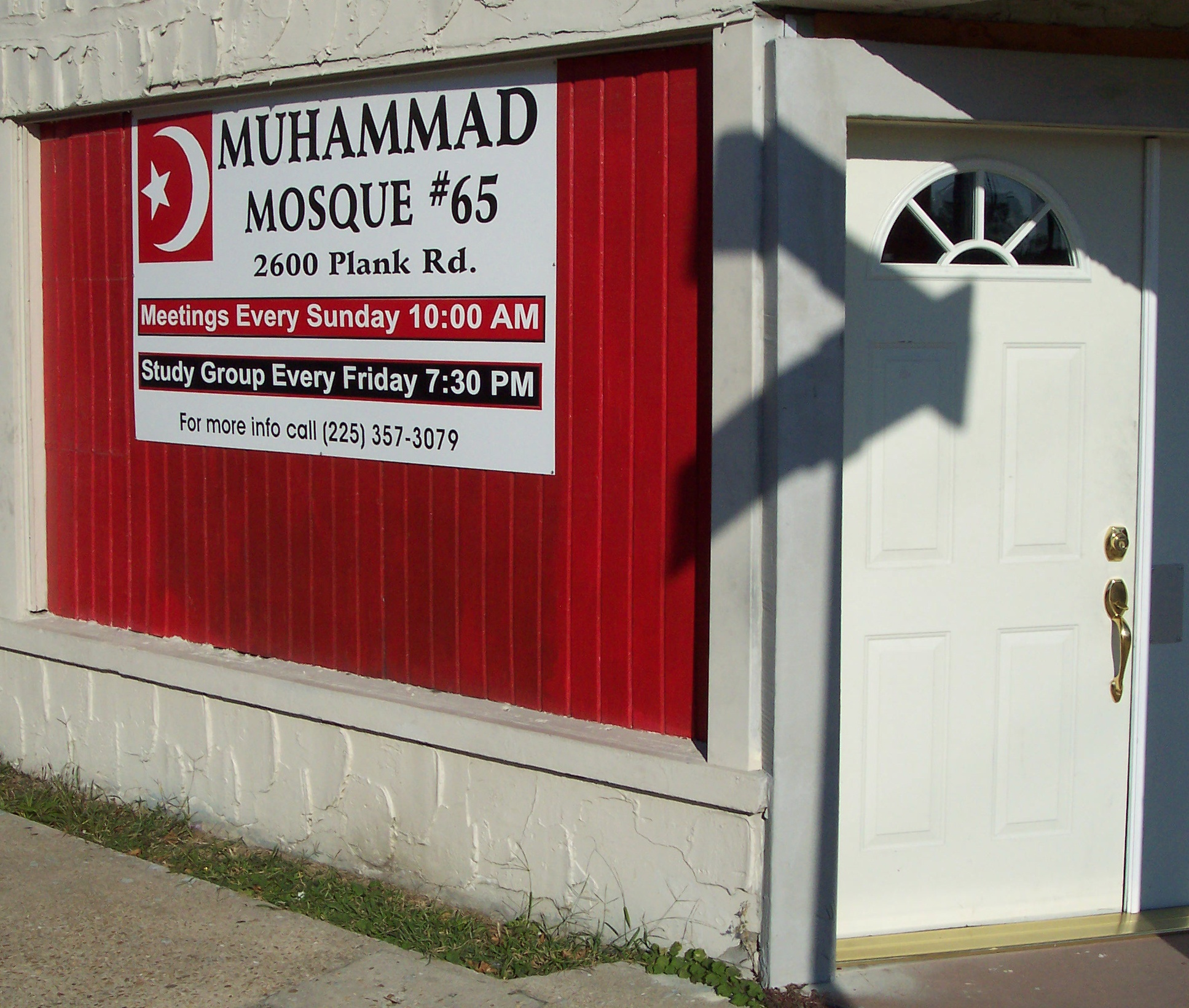
Meczet NOI w Baton Rouge

Śmierć Malcolma X przyczyniła się do ekspansji islamu w Stanach Zjednoczonych. Na fali popularności tego wyznania skorzystał głównie Naród Islamu. NOI była ponadto jedyną organizacją afroamerykańskich radykałów, której FBI nie zdołało zmarginalizować.
Po śmierci E. Muhammada w 1975 roku przywódcą NOI został jego syn Warith Deen Mohammed. W.D. Mohammed jako zwolennik sunnickiego wariantu islamu przystąpił do demontażu doktryny religijnej i politycznej NOI. Przemianował NOI kolejno na Światową Wspólnotę Islamu na Zachodzie, Amerykańską Misję Muzułmańską i Amerykańskie Stowarzyszenie Muzułmanów. W 1985 roku Amerykańskie Stowarzyszenie Muzułmanów ogłosiło samorozwiązanie, a większość jego członków przyjęła sunnizm. 
Z reformami W.D. Mohammeda nie pogodziła się radykalna mniejszość. W 1978 roku z macierzystej organizacji wyłamał się Louis Farrakhan, który wraz z grupą zwolenników odbudował Naród Islamu na gruncie doktryny głoszonej przez E. Muhammada. Pod nowym przewodnictwem ruch oskarżany był wielokrotnie tendencje rasistowskie i promowanie antysemityzmu. Liczący kilka tysięcy członków Naród Islamu Farrakhana rozrósł się do organizacji działającej w skali ogólnokrajowej. W 1995 roku Farrakhan zorganizował w Waszyngtonie Marsz Miliona Mężczyzn stanowiący gigantyczną manifestację oporu przeciwko supremacji białych w Stanach Zjednoczonych. Marsz Miliona Mężczyzn (ponad milion uczestników) do dziś stanowi najliczniejszą demonstrację Afroamerykanów w historii. 
Od 2000 roku widoczna jest ewolucja Narodu Islamu w stronę ortodoksyjnego islamu sunnickiego i stonowanie przez ruch retoryki rasowej.
W 2007 roku Naród Islamu grupował od 20 do 50 tysięcy członków.

## Doktryna
Nation of Islam jest nieortodoksyjnym ugrupowaniem muzułmańskim, w którym istotną rolę odgrywa czarny nacjonalizm i tzw. czarny separatyzm.
Wallace Fard Muhammad, tworząc podwaliny ruchu, odwoływał się zarówno do islamu, jak i chrześcijaństwa. Od początku w doktrynie NOI widoczne było nawoływanie do zjednoczenia i wyzwolenia Afroamerykanów.

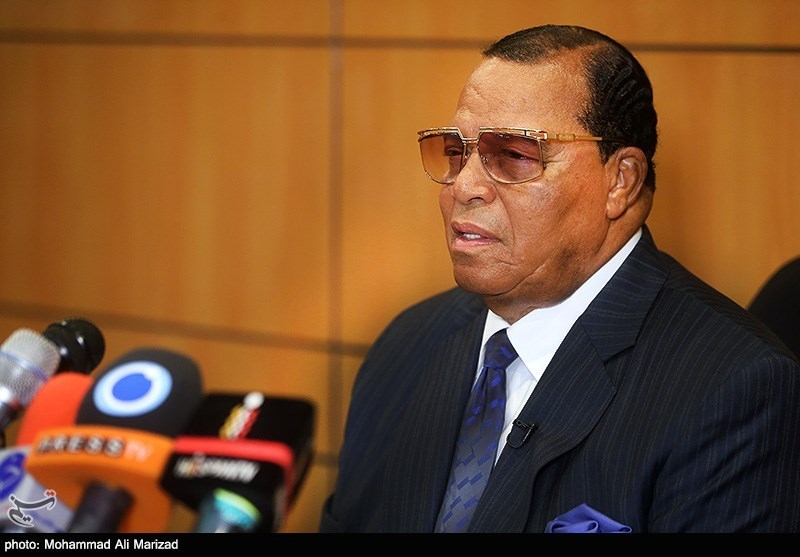
Louis Farrakhan w 2016 roku

Od objęcia przywództwa w ruchu przez Elijaha Muhammada Naród Islamu przybrał wyraźnie separatystyczny charakter. Czarni Muzułmanie uznali, że przyjęcie islamu i odseparowanie się od białych stanowi jedyny sposób obrony czarnych przed rasizmem. E. Muhammad głosił rychły kres dominacji rasy białej w Stanach Zjednoczonych i powstanie „czarnego narodu wybranego“.
Po 1975 roku W.D. Muhammad rozpoczął proces reformowania Narodu Islamu w duchu sunnizmu i odejścia od czarnego nacjonalizmu/separatyzmu. W 1985 roku W.D. Muhammad ogłosił samorozwiązanie ruchu i przeniesienie go na łono społeczności sunnickiej. Z reformami nie zgodził  się radykalny odłam NOI, który kontynuuje działalność pod przywództwem Louisa Farrakhana.
Przyjmuje się, iż z punktu widzenia islamu sunnickiego doktryna NOI jest herezją, a sama organizacja jest sektą.

## Znani członkowie
Członkami Narodu Islamu byli między innymi: bokser Muhammad Ali i raper Snoop Dogg.